# Scheidingsmelding
Scheidingsmelding is de melding van de ene partner aan de andere dat hij wil gaan scheiden. De kwaliteit van die melding is van belang voor de aanvaarding van de scheiding door beide partijen dan wel het bezien van de mogelijkheden van reconstructie van de relatie. 
In de ideeën over scheidingsbemiddeling van prof. Peter Hoefnagels speelt dit begrip een centrale rol. De veronderstelling is dat er dikwijls slecht wordt gescheiden doordat de scheidingsmelding slecht of niet gebeurt. Een goede bemiddelaar kan dit probleem boven water halen en verhelpen. Tussen scheidingsmelding en scheidingsaanvaarding zit meestal enige tijd (Hoefnagels spreekt van enkele weken). 
Een goede scheidingsmelding kan leiden tot een goede aanvaarding van de scheiding en het daarmee vermijden van onnodige afgeleide conflicten zoals conflicten over de verzorging van de kinderen uit de relatie.
Als de scheidingsmelding is gepasseerd ontstaat de ruimte om een gesprek te voeren van beide ouders met de kinderen waarin de scheiding kan worden besproken; het zogenaamde paraplugesprek.